# Elfensprook
Het boek Elfensprook (oorspronkelijke titel Faerie Tale) is een bovennatuurlijke thriller van de auteur Raymond E. Feist. De Nederlandse vertaling (2000) verscheen oorspronkelijk onder de titel Een boosaardig sprookje. 

Het boek bevat elementen van verschillende oude Europese - voornamelijk Ierse - mythen en sagen. Hierdoor wordt het een fantasyverhaal in een hedendaagse setting (omstreeks 1988) met verwijzingen naar reële gebeurtenissen en personen.

Het is het enige boek van Raymond E. Feist dat niet tot de Midkemia cyclus behoort.

## Samenvatting boek
Phil Hastings, een succesvolle schrijver, verhuist met zijn gezin van Los Angeles naar zijn geboortedorp in de staat New York. Hij en zijn vrouw, Gloria, hebben twee kinderen, Sean en Patrick - een  tweeling - en hij uit een eerder huwelijk nog een dochter, Gabby. Hij heeft net een buitenhuis in een bosrijke omgeving gekocht. Wanneer de tweeling op verkenning gaat lijkt iets of iemand hen te achtervolgen. Later valt het ook hun huis binnen.
Het blijken elfen, het Goede Volk, te zijn die dicht bij het huis hun woonplaats hebben. Zij ontvoeren Patrick. Hij wordt mee onder de grond genomen en belandt daar in een conflict tussen het Donkere en het Lichte land. Uiteindelijk weet zijn broer Sean hem hier uit te redden en brengt hem terug naar huis.
Ondertussen vindt Phil nog een berg goud bij hem thuis. Dit neemt hij mee. Dit blijkt alleen een onderpand van een verdrag van de Magi en het Goede Volk te zijn. De Magi zijn een geheim genootschap van mensen uit Europa. Door verraad binnen de Magi en binnen het Goede Volk, dreigt het verdrag verbroken te worden.
Uiteindelijk komt alles goed en worden de verraders gevonden en wordt het verdrag hersteld.